# Alafia
Alafia, rod lijana i grmastih penjačica iz porodice zimzelenovki smješten u podtribus Alafiinae, dio tribusa Nerieae. Postoji dvadesetak priznatih vrsta koje rastu po afričkom kontinentu i Madagaskaru.
U svim dijelovima biljke nalazi se bijeli ili bistri lateks (osim kod vrste A. zambesiaca). Listovi su nasuprotni.

## Vrste
1. Alafia alba Pichon
2. Alafia barteri Oliv.
3. Alafia benthamii (Baill.) Stapf
4. Alafia berrieri Jum.
5. Alafia calophylla Pichon
6. Alafia caudata Stapf
7. Alafia erythrophthalma (K.Schum.) Leeuwenb.
8. Alafia falcata Leeuwenb.
9. Alafia fuscata Pichon
10. Alafia insularis Pichon
11. Alafia intermedia Pichon
12. Alafia landolphioides (A.DC.) K.Schum.
13. Alafia lucida Stapf
14. Alafia microstylis K.Schum.
15. Alafia multiflora (Stapf) Stapf
16. Alafia nigrescens Pichon
17. Alafia orientalis K.Schum. ex De Wild.
18. Alafia parciflora Stapf
19. Alafia pauciflora Radlk.
20. Alafia perrieri Jum.
21. Alafia schumannii Stapf
22. Alafia thouarsii Roem. & Schult.
23. Alafia vallium Pichon
24. Alafia verschuerenii De Wild.
25. Alafia whytei Stapf
26. Alafia zambesiaca Kupicha

## Sinonimi
- Blastotrophe Didr.
- Ectinocladus Benth.
- Holalafia Stapf
- Vilbouchevitchia A.Chev.